# Yannick Käser
Yannick Käser (* 3. Juli 1992 in Rheinfelden) ist ein Schweizer Schwimmer. Seine Spezialdisziplin ist das 100-m- und 200-m-Brustschwimmen. Er ist mehrfacher Schweizermeister, hält mehrere Jahrgangsrekorde und hält den Schweizer Rekord über 100 m und 200 m Brustschwimmen auf der Kurz- und Langbahn, sowie mit seinem Verein, den Limmat Sharks Zürich, über die 4 × 100-m-Lagenstaffel.

## Leben
Käser wuchs auf dem Bauerngut «Berghof» in Mumpf, Kanton Aargau auf. Er entdeckte schon früh sein Gespür für das Element Wasser. Ab dem zehnten Lebensjahr begann er intensiv zu trainieren, zuerst 1999 im Schwimmclub Fricktal in Frick, dann 2003 im Schwimmclub Tägi-Wettingen, später im SV Basel und ab 2011 bei den Limmat Sharks Zürich.

## Werdegang
Mit der Schweizer Nationalmannschaft hatte er sein internationales Debüt beim Europäischen Olympischen Sommer-Jugendfestival (EYOF) 2007 in Belgrad, wo er über die 200 m Brust als 16. im B-Finale anschlug. Im Alter von 16 Jahren gewann er sein erstes Rennen bei Elite Langbahn-Schweizermeisterschaften 2009 in Oerlikon in neuer Schweizerrekordzeit. 
Im selben Jahr gelang ihm an der Junioren-EM in Prag ein Exploit über das 200-m-Brustrennen, in welchem er in neuer Rekordzeit als Vierter anschlug. Nur Wochen später senkte er den Schweizerrekord anlässlich der Nachwuchs-SM abermals auf 2:14,64 min. 
Bei den Olympischen Jugend-Sommerspielen 2010 in Singapur schwamm er über 200 Meter Brust mit 2:17,78 min auf den sechsten Platz. 2011 stellte er bei den Kurzbahneuropameisterschaften in Stettin über dieselbe Disziplin mit 2:09,99 min einen neuen Schweizer Rekord auf.
Käser nahm 2012 an den Olympischen Spielen in London teil, für die er mit einer Zeit von 2:12,09 min die Qualifikation durch seinen siebten Platz an den Europameisterschaften von Debrecen geschafft hatte.
Dort erreichte er mit 2:13,49 min den 24. Platz und schied schon im Vorlauf aus.
Von 2012 bis 2016 trainierte Käser an der University of Virginia in Charlottesville. Sein Trainer in der Schweiz ist seit 2011 Chefcoach der Limmat Sharks Zürich, Dirk Reinicke.
Bei den Olympischen Sommerspielen 2016 im August in Rio de Janeiro belegte er über 100 m Brust mit 1:00,71 min den 24. Rang. Über die doppelte Distanz wurde er in 2:11,77 min guter Zwanzigster.
Im August 2017 erreichte er bei der Sommer-Universiade in Taipeh den vierten (100 m Brust, 1:00,35 min) und fünften Rang (200 m Brust, 2:10,37 min) und stellte in beiden Disziplinen den noch heute anhaltenden Schweizerrekord auf. Auf Ende 2021 trat Käser vom Spitzensport zurück.
Seine grössten Erfolge in der Übersicht:
- 2010: 6. Platz bei den Youth Olympic Games in Singapur über 200 m Brust
- 2012: 7. Platz an den Europameisterschaften in Debrecen Ungarn
- 2012: Teilnahme an den Olympischen Spielen in London über 200 m Brust
- 2015: 18. Platz an den Schwimmweltmeisterschaften in Kasan
- 2016: 20. Platz im Vorlauf bei den Olympischen Spielen in Rio de Janeiro
- 2017: 4. Platz an der Universiade in Taipeh
- 2017: 3. Platz (Bronzemedaille) bei den World Military Swimming in Rio de Janeiro
- 2018: 7. Platz bei den Europameisterschaften in der 4 × 100-m-Mixed-Lagenstaffel

## Rekorde
| Schweizer Rekorde (3)  | Schweizer Rekorde (3) | Schweizer Rekorde (3) | Schweizer Rekorde (3)                       |
| ---------------------- | --------------------- | --------------------- | ------------------------------------------- |
| 200 m Brust            | 2:12,09 min           | 23. Mai 2012          | Schwimmeuropameisterschaften 2012, Debrecen |
| 200 m Brust (Kurzbahn) | 2:09,99 min           | 11. Dezember 2011     | Kurzbahneuropameisterschaften 2011, Stettin |
| 4 × 100 m Lagen        | 3:42,86 min           | 17. März 2013         | Schweizer Meisterschaften 2013, Genf        |
| (Stand: 17. Juli 2013) |                       |                       |                                             |